# Falklandiellus suffodens
Falklandiellus suffodens  (лат.) — вид мелких жуков-слоников (долгоносиков) из подсемейства Cyclominae (Listroderini). Южная Америка (субантарктический подрегион андского региона): южная Аргентина, Фолклендские острова и юг Чили. Длина 2,6—3,5 мм. Пронотум поперечный. Дорзальные кили на роструме отсутствуют. Голени со шпорами. Род Falklandiellus рассматривается сестринским к группе таксонов Telurus-Nestrius-Falklandius-Lanteriella. Единственный представитель рода Falklandiellus, который был описан Кушелем в 1950 году.